# 胡安·路易斯·莫拉
胡安·路易斯·莫拉（西班牙語：Juan Luis Mora，1973年7月12日—），西班牙男子足球运动员，司职守门员。他曾代表西班牙国奥队参加1996年夏季奥林匹克运动会足球比赛，获得第六枚。